# Karol – Papst und Mensch
Karol – Papst und Mensch ist ein italienischer Spielfilm aus dem Jahre 2006. Der Zweiteiler behandelt die Jahre des Pontifikats von Papst Johannes Paul II. von 1978 bis 2005. Die Zeit zwischen der Studienzeit von Karol Wojtyła und seiner Papstwahl wird im Zweiteiler Karol – Ein Mann, der Papst wurde behandelt.

## Handlung

### Erster Teil
Rückblickend von einer mit realen Dokumentaraufnahmen gemischten Darstellung der Sterbenacht von Johannes Paul II. am 2. April 2005 zeigt der Film dessen Pontifikat. In seiner ersten Predigt als Papst ruft er dazu auf: „Habt keine Angst!“ In Moskau sorgt die Wahl eines polnischen Papstes derweil für Unruhe, der sogleich ankündigt, gegen den Sozialismus vorgehen zu wollen. Beim KGB plant man eine Pressekampagne gegen Johannes Paul II.
Eine seiner ersten Amtshandlungen als Papst besteht im Besuch eines kranken Freundes sowie kranker Kinder im Krankenhaus. Johannes Paul II. bringt seinen Sekretär Stanisław Dziwisz aus Krakau mit, lernt das Personal im Vatikan wie zum Beispiel Schwester Tobiana kennen und plant, Ski zu fahren. Auf seiner ersten Auslandsreise, die ihn nach Mexiko führt, lernt er die Armut der Bevölkerung kennen. Nach einer Begegnung mit Oscar Romero ruft er die Bischöfe zur Einigkeit und Hoffnung auf; gleichzeitig redet er den Mächtigen gegen die Armut und die Unterdrückung ins Gewissen.
In einem geheimen Stützpunkt der Grauen Wölfe in Wien wird ein Attentat auf Johannes Paul II. vorbereitet; der Türke Mehmet Ali Ağca soll es ausführen und wird sogleich aus seinem türkischen Gefängnis freigelassen.
Nach einem Überraschungsbesuch von Hanna und ihren Kindern – Pawel ist inzwischen verstorben – reift in Johannes Paul II. die Überzeugung, dass er sein noch kommunistisch beherrschtes Heimatland besuchen muss. Beim KGB kommt man zu Einsicht, dass ein Versuch, den Besuch zu verhindern, höchstens aufschiebende Wirkung hätte. Besorgt nimmt der KGB die Popularität zur Kenntnis, die Johannes Paul II. bei seinem Besuch in Polen genießt. Betroffen besucht der Papst das KZ Auschwitz.
Als ihn Mutter Teresa besucht, bittet er sie, ihr Engagement fortzusetzen und verspricht, bald Indien besuchen zu wollen. Bestürzt erfährt er, dass Oscar Romero ermordet wurde. Andererseits beobachtet Johannes Paul II., dass sein Besuch in Polen der Arbeitergewerkschaft Solidarność Auftrieb gegeben hat; gleichzeitig setzt sich der Priester Jerzy Popiełuszko für die Sache der Arbeiter ein. Pater Thomas  verspricht der Papst einen Besuch in Uganda.
Bei einer Generalaudienz auf dem Petersplatz am 13. Mai 1981 schießt Ali Ağca auf Papst Johannes Paul II. Ali Ağca wird gestellt, der Papst in der Gemelli-Klinik unter Mitwirkung von Dr. Renato Buzzonetti notoperiert. Wie durch ein Wunder überlebt er das Attentat und die Operation. Telefonisch segnet er den im Sterben liegenden Wyszyński.
Dr. Renato Buzzonetti übernimmt die Betreuung des Papstes, der sofort seine Arbeit wieder aufnimmt. Nach dem gescheiterten Attentat geht der KGB nun dazu über, unter Armeegeneral Wojciech Jaruzelski in Polen das Kriegsrecht auszurufen. Unterdessen setzt sich Mutter Theresa für die Armen und Unterdrückten im Libanon ein. In San Salvador kniet Johannes Paul II am Grab von Oscar Romero. Er besucht Ali Ağca im Gefängnis und vergibt ihm. Bei einem Besuch bei Mutter Theresa kümmert er sich mit ihr um die Kranken.
Erschüttert muss er von der Ermordung Pater Popiełuszkos erfahren. Er erreicht, noch einmal zur Solidarność sprechen zu dürfen.

### Zweiter Teil
Im August 1990 wird der Vatikan vom Zweiten Golfkrieg überrascht. Dies führt unter den Kardinälen zu einer Diskussion über den Sinn von Kriegen, vor allem, wenn sie im Namen der Religion geführt werden. Johannes Paul II. vertritt die Meinung, dass es einen „gerechten Krieg“ nicht gibt.
Als Johannes Paul II. immer wieder unter Anfällen leidet, besteht Dr. Buzzonetti darauf, ihn zu untersuchen. In der Zwischenzeit bittet Kardinal Agostino Casaroli den Papst, ihn von seinen Pflichten als Kardinalstaatssekretär zu entbinden; Kardinal Angelo Sodano wird sein Nachfolger. Dr. Buzzonetti diagnostiziert einen apfelgroßen Tumor, der dringend operativ entfernt muss. Im Krankenhaus steht Johannes Paul II. einer Freundin bei, deren Sohn soeben verstorben ist. Seine eigene Operation verläuft erfolgreich.
Wenig später zeigt Johannes Paul II. sich empört über den Mord an „Mafia-Jäger“ Paolo Borsellino. Der Papst reist nach Afrika, wo er sich auf der Gorew-Insel erschüttert über die Situation der ehemaligen Sklaven zeigt. Erfreut besucht er Pater Thomas, der inzwischen Bischof geworden ist. Dieser erzählt dem Papst von den Massakern an der Bevölkerung. Im Krankenhaus reagiert Johannes Paul II. betroffen auf das Schicksal der Kranken und redet  mit der kanadischen AIDS-Ärztin Julia Ritter. Als er sich wenig später für die Rechte der Frauen ausspricht, stellt ihm Julia Ritter kritische Fragen über den Umgang der Kirche mit Sexualität. Er lädt sie ein, das Thema mit ihm zu besprechen; es entwickelt sich eine lebhafte Diskussion. Zur Verwunderung von Kardinalstaatssekretär Sodano schickt Johannes Paul II. eine Frauendelegation zur UNO-Konferenz in Peking.
Nach einem Sturz bei einer Generalaudienz diagnostiziert Dr. Buzzonetti bei Johannes Paul II. eine Parkinson-Erkrankung und verordnet ihm eine entsprechende Therapie. Bei einem weiteren Sturz zieht er sich eine Hüftfraktur zu und braucht eine Hüftprothese.
Trotz mehrfacher Sicherheitsbedenken wegen des Bosnienkrieges setzt Johannes Paul II. eine Reise nach Bosnien an; Dr. Buzzonetti versucht vergeblich, ihn umzustimmen. In Sarajevo lässt er sich von den Todesopfern des Krieges berichten.
Trotz vorheriger Bedenken wird der Weltjugendtag in Paris mit dem Papst ein Erfolg. Kurz zuvor telefoniert er mit der erkrankten Mutter Theresa, die wenig später stirbt. Das Heilige Jahr 2000 nutzt der Papst, um für die Verfehlungen, die die Kirche in der Vergangenheit begangen hat, um Vergebung zu bitten. Unter dem Eindruck der Terroranschläge vom 11. September 2001 warnt er als Überlebender des Zweiten Weltkrieges – vergeblich – davor, dass ein erneuter Krieg im Irak eine Katastrophe wäre. Nach Ausbruch des Irakkrieges von 2003 plant er, die Vertreter aller Weltreligionen zu einem Friedensgebet einzuladen.
Der immer gebrechlicher werdende Papst erleidet eine akute Kehlkopfluftröhrenentzündung. Mit Mühe und Not lässt er sich zu einem Luftröhrenschnitt überreden. Trotzdem verschlechtert sich sein Zustand stetig; wenig später stirbt der Papst. Der Film endet mit realen Filmaufnahmen der von Kardinaldekan Joseph Kardinal Ratzinger geleiteten Begräbnisfeier für Papst Johannes Paul II.

## Hintergrund
Karol – Papst und Mensch ist die Fortsetzung des Films Karol – Ein Mann, der Papst wurde. Der Film erlebte seine Premiere am 30. März 2006 im Vatikan. Der Film lief anschließend im italienischen und kanadischen Fernsehen. In Polen und Mexiko wurde er erfolgreich im Kino gezeigt.
Im deutschsprachigen Fernsehen wurde der Film erstmals am 26. und 27. Oktober 2007 auf ARTE ausgestrahlt, anders als sein Vorgänger, der auf RTL II Premiere feierte.

## Kritiken
„Der gut gespielte, durchaus berührende Film vermeidet zwar weitgehend Kritik, entwirft aber das weitgehend überzeugende Bild eines von seiner Mission überzeugten Menschen.“